# Drets humans a Espanya
Els drets humans a Espanya es caracteritzen per la referència explícita a la Declaració Universal de Drets Humans en l'article 10.2 de la Constitució espanyola de 1978.
La Declaració Universal de Drets Humans és una proclamació solemne, no un text vinculant. Els textos vinculants que desenvolupen el desenvolupen serien els pactes signats per l'estat espanyol.
El 1977 va signar el Pacte Internacional de Drets Civils i Polítics i el Pacte Internacional dels Drets Econòmics, Socials i Culturals. Aquests no disposen d'una garantia jurisdiccional internacional i guien la interpretació dels drets i llibertats constitucionals.
El Conveni Europeu de Drets Humans fou ratificat el 1979 i estableix un òrgan judicial, el Tribunal Europeu de Drets Humans, per a jutjar contra els estats signataris.